# سد كولي الكبير

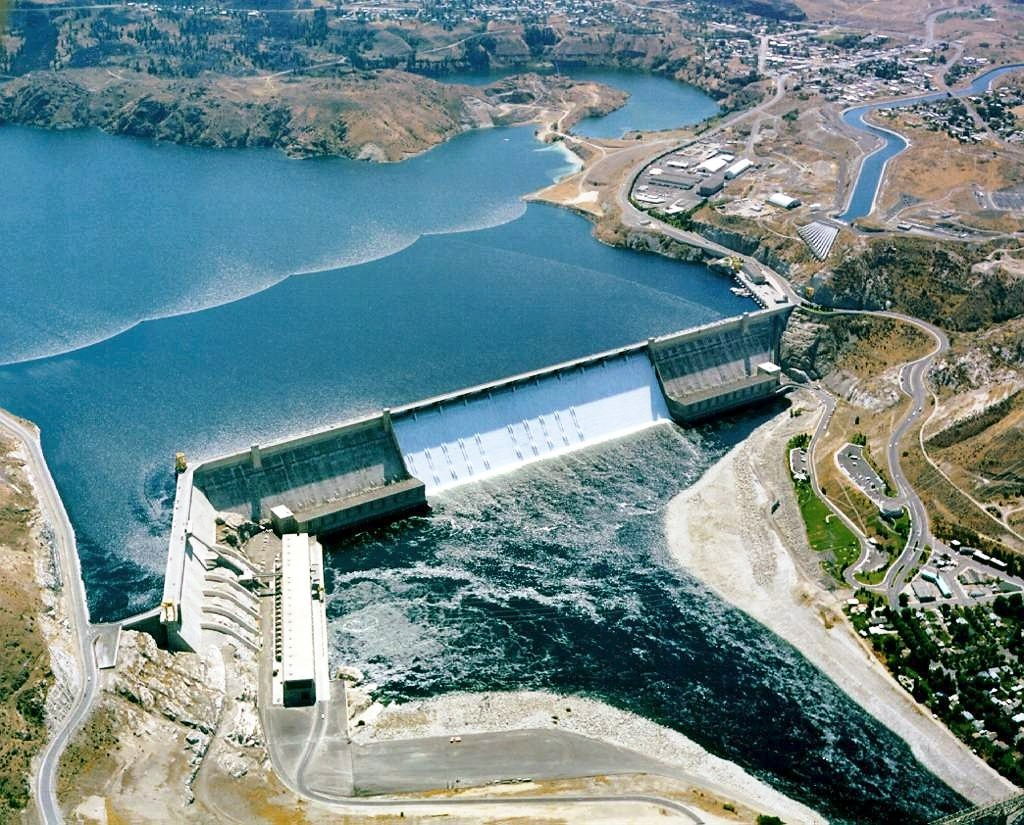
سد كولي الكبير

كولي السد الكبير، يقع على نهر كولومبيا، في واشنطن الولايات المتحدة الأمريكية. وقد تم بناؤه لإنتاج الطاقة الكهرومائية وتوفير الري. شُيِّدت ما بين 1933 و 1942، في الأصل مع محطتين لتوليد الكهرباء. تم إكمال المرحلة الثالثة لمحطة لتوليد الكهرباء في العام 1974 مع زيادة في إنتاج الطاقة. فهي من أكبر وسائل توليد الطاقة الكهربائية المنتجة في الولايات المتحدة  وهي واحدة من أكبر الهياكل الخرسانية في العالم. [1]